# 泡泡糖忍戰
《泡泡糖忍戰》是日本Gungho線上娛樂開發的任天堂Switch多人線上遊戲，遊戲採免費下載遊玩，且遊戲內含付費要素。最初定於2020年5月27日上市，但受到2019新型冠狀病毒疫情影響，延後至6月24日上市。

## 遊玩方式
本作故事描述世界忍者協會「WNA」為了忍者的傳承而製作出名為忍者泡泡糖的產品，只要讓繼承忍者基因的孩子嚼食，就能讓「忍者之力」覺醒、變得會使用忍術。為了找出擁有忍者資質的人，WNA於是召開了忍者競技大會泡泡糖忍戰。
遊戲採用最多8人參與的4對4團隊大逃殺玩法，利用能強化忍者能力的忍者泡泡糖，施展諸如高速移動、變身隱藏蹤影等泡泡糖忍術在對戰關卡中縱橫四方，活用高低差展開高速的忍者團隊戰鬥。

## 開發
Gungho線上娛樂社長森下一喜表示，《泡泡糖忍戰》受到了忍者和童年時代的千百樂運動的啟發，認為這款遊戲便是兩者的融合之作。 他還表示，主要目標是開發一款大人與小孩都可以遊玩的多人動作遊戲。 在SQUARE ENIX期間共同製作《Final Fantasy 紛爭》的荒川健是遊戲的開發人員的之一。另外本作是使用虛幻引擎4所開發。
本作最早於2018年E3的任天堂直面會上公開並預計在2019年上市，但於2019年5月31日宣布將延後至2020年初。2019年12月，GungHo總裁表示，該遊戲有望在2020年春季發布，並且內容將會讓遊戲經驗豐富的玩家感到滿意。

## 電視動畫
電視動畫《泡泡糖忍戰》預定於2022年1月起於東京電視網播放。

### 配音員
- 旁白：乃村健次（日本）；羅偉亮（香港）

#### 主角
- 伯頓：櫻井孝宏（日本）；黃尉斯（香港）
- 貝蕾卡：鬼頭明里（日本）；石梓晴（香港）
- 羅恩：安元洋貴（日本）；鄧燦陽（香港）
- 珍：皆川純子（日本）；姜嘉蕾（香港）
- 邦：小林由美子（日本）；馮詠恩（香港）
- 露西：悠木碧（日本）；楊婉潼（香港）
- 卡沛：村瀨步（日本）；潘昀雋（香港）
- 艾瑪：潘惠美（日本）；何凱怡（香港）
- 泡泡奇：井上穗乃花[7]（日本）；陳凱婷（香港）

#### WNA

##### Bottle Collecters
- 丹：愛河里花子（日本）；姜嘉蕾（香港）
- 泰勒：古川慎（日本）；簡懷甄（香港）
- 基斯：天崎滉平（日本）；張振熙（香港）
- 直美：大地葉（日本）；陳凱婷（香港）
- 芽衣：金田晶（日本）；馮詠恩（香港）

##### 學生
- 比利：金田晶（日本）；何凱怡（香港）
- 西斯勒：宮園拓夢（日本）；何家裕（香港）
- 哈迪斯：田島章寬（日本）；陳漢祺（香港）
- 蓋亞：田島章寬（日本）；郭湛深（香港）
- 希拉：大地葉（日本）；石梓晴（香港）
- 達米安：悠木碧（日本）；石梓晴（香港）
- 繪麗奈：不明（日本）；何凱怡（香港）
- 紅花：不明（日本）；陳凱婷（香港）

##### 老師
- WNA校長：手塚秀彰（日本）；陳漢祺（香港）
- 布魯斯：乃村健次（日本）；羅偉亮（香港）
- 艾美：甲斐田裕子（日本）；陳凱婷（香港）
- 黛斯：山口真弓（日本）；楊婉潼（香港）

##### 其他
- 源雲齋：長（日本）；羅偉亮（香港）
- 源柳齋：長（日本）；何家裕（香港）
- 路加：澤木郁也（日本）；簡懷甄（香港）
- 華倫：遠藤綾（日本）；馮詠恩（香港）
- 飯堂大嬸：平ますみ（日本）；姜嘉蕾（香港）

#### 御庭番
- 艾倫：廣田行生（日本）；何家裕（香港）
- 月影：岸尾大輔（日本）；簡懷甄（香港）

- 克里斯：川田紳司（日本）；簡懷甄（香港）
- 伊麗莎 / 格雷格：須藤沙織（日本）；陳凱婷（香港）

克里斯和伊麗莎 / 格雷格皆為月影假扮的人物。

#### 主角的周邊人物
- 露西的母親：小林沙苗（日本）；陳凱婷（香港）
- 露西的父親：三戶耕三（日本）；潘昀雋（香港）
- 邦的母親：嘉數由美（日本）；何凱怡（香港）
- 麥克斯：楠大典（日本）；羅偉亮（香港）
- 五郎：不明（日本）；馮詠恩（香港）
- 雷納多：木村雅史（日本）；簡懷甄（香港）
- 尚恩：菊池正美（日本）；郭湛深（香港）

#### 其他人物
- 貝奇婆婆：深雪早苗（日本）；陳凱婷（香港）
- 克洛依：加藤英美里（日本）；成樂怡（香港）
- 達也：甲斐田裕子（日本）；楊婉潼（香港）
- 達也的爸爸：岐部公好（日本）；鄧燦陽（香港）
- 哈羅德：瀧知史（日本）；鄧燦陽（香港）
- 沙羅：渡邊理沙（日本）；石梓晴（香港）
- 添：不明（日本）；何凱怡（香港）
- 傑森：宮園拓夢（日本）；楊婉潼（香港）
- 泰勒的父親：花田光（日本）；張振熙（香港）
- 莉昂娜：千本木彩花（日本）；王綺婷（香港）
- 詹美：安野希世乃（日本）；石梓晴（香港）

### 製作人員
- 原案：森下一喜
- 導演：神戶守
- 系列構成：藤田伸三
- 角色設計：鈴木敦
- 音響監督：浦上靖之
- 音樂：小畑貴裕
- 動畫製作：OLM[7]

### 各话列表
| 话数   | 日文标题 | 中文标题                     | 脚本       | 分镜             | 演出       | 作画监督                                                                                          | 日本首播日期  |
| ------ | -------- | ---------------------------- | ---------- | ---------------- | ---------- | ------------------------------------------------------------------------------------------------- | ------------- |
| 第1話  |          | 完成！忍者泡泡糖！           | 福嶋幸典   | 仲野良           | 仲野良     | 横山隆、元廣和恵、奥田聖美                                                                        | 2022年 1月8日 |
| 第2話  |          | 在伯頓和貝蕾卡度過漫長的一天 | 佐多賢人   | 矢野博之         | 白石道太   | 渡邊一平太、上赤由香里、鈴木莉乃、 紫燈珈、服部未夢、高市彩加                                     | 1月15日       |
| 第3話  |          | 醒來！少年燃燒吧！           | 青木由香   | 飯島正勝         | 岩田義彦   | 藤田和行、周昊、服部益実、吉田隆也                                                                | 1月22日       |
| 第4話  |          | 露西的秘密之眼               | 米村正二   | 岩崎知子         | 島崎奈奈子 | 山縣研一、奥田聖美、吉岡敏幸                                                                      | 1月29日       |
| 第5話  |          | 忍者艾瑪                     | 神山修一   | 島崎奈奈子       | 粟井重紀   | 田内亜矢子                                                                                        | 2月5日        |
| 第6話  |          | WNA學院！戰鬥開始！          | 佐藤慎司   | 飯島正勝         | 吉本毅     | 横山隆、                                                                                          | 2月12日       |
| 第7話  |          | 忍之里卡佩                   | 福嶋幸典   | 旅澤大和         | 佐佐木純人 | 飯飼一幸、南伸一郎                                                                                | 2月19日       |
| 第8話  |          | 決死潜入！WNA本部！          | 佐多賢人   | 榎本明廣         | 藤代和也   | 石動仁、小宮山由美子、 白石悟、西田美代子                                                         | 2月26日       |
| 第9話  |          | 艾瑪和露西的小冒險           | 米村正二   | 岩崎知子         | 粟井重紀   | 田内亞矢子、、杉田葉子                                                                            | 3月5日        |
| 第10話 |          | 新夥伴？羅恩和珍             | 青木由香   | 島崎奈奈子       | 岩田義彦   | 藤田和行、周昊、吉田隆也、 松本恵子、服部益實                                                     | 3月12日       |
| 第11話 |          | 地獄生存任務                 | 神山修一   | 飯島正勝         | 白石道太   | 川本和孝、清水椋大、 遠藤里蘭、秦相子、西原千晶                                                   | 3月19日       |
| 第12話 |          | 在捉迷藏遭遇未知             | 古怒田健志 | 池田重隆         | 吉本毅     | 元廣和恵、奥田聖美、横山隆                                                                        | 3月26日       |
| 第13話 |          | 捕獲忍者                     | 佐藤慎司   | 榎本明廣         | 服部福太郎 | 明光、鑫月、毛應星、慧敏                                                                          | 4月2日        |
| 第14話 |          | 跟隨伯頓                     | 福嶋幸典   | 岩崎知子         | 佐土原武之 | 飯飼一幸、南伸一郎、                                                                              | 4月9日        |
| 第15話 |          | 他的名字叫太空忍者！         | 米村正二   | 飯島正勝         | 減邊千伽   | 李起燮、大川義史、宇良今日子、柴田健兒                                                            | 4月16日       |
| 第16話 |          | 忍者的職責                   | 佐多賢人   | 島崎奈奈子       | 島崎奈奈子 | 山縣研一、横山隆、岩﨑夏奈                                                                        | 4月22日       |
| 第17話 |          | 羅恩和珍的滲透任務           | 青木由香   | 池田重隆         | 粟井重紀   | 田内亜矢子、大久保歩美、佐藤恵、 高橋こう平、成元鎔、趙雅羅                                       | 4月30日       |
| 第18話 |          | 回家看夕陽                   | 佐藤慎司   | 榎本明廣         | 藤代和也   | 石動仁、小宮山由美子、白石悟、西田美代子                                                          | 5月7日        |
| 第19話 |          | 橙花海的恐怖                 | 神山修一   | 矢野博之         | 服部福太郎 | 明光、鑫月、慧敏、王夢靈                                                                          | 5月14日       |
| 第20話 |          | 離家出走的倫納德             | 古怒田健志 | 仲野良           | 仲野良     | 横山隆、元廣和恵、奥田聖美                                                                        | 5月21日       |
| 第21話 |          | 奧德溫泉的故事               | 福嶋幸典   | 池田重隆         | 淺見松雄   | 飯飼一幸、白石悟、鎌田耕一、 南伸一郎、佐藤哲也                                                   | 5月28日       |
| 第22話 |          | 伯頓和喬科明                 | 米村正二   | 祝浩司           | 服部福太郎 | 有賀英明、明光、劉鋒、鄭北南                                                                      | 6月4日        |
| 第23話 |          | 鷹城夏季隊                   | 神山修一   | 飯島正勝         | 佐土原武之 | 飯飼一幸                                                                                          | 6月11日       |
| 第24話 |          | 對抗陰影                     | 青木由香   | 岩崎知子         | 粟井重紀   | 飯飼一幸、鎌田耕一、南伸一郎、                                                                    | 6月18日       |
| 第25話 |          | 奧德忍者大作戰! 前篇         | 佐多賢人   | 佐土原武之       | 福島宏之   | 横山隆、元廣和恵、山縣研一                                                                        | 6月25日       |
| 第26話 |          | 奧德忍者大作戰! 後篇         | 佐多賢人   | 榎本明廣         | 服部福太郎 | 明光、鑫月、吕青、 鄭北南、劉峰、謝鑫                                                             | 7月2日        |
| 第27話 |          | 開幕！忍者錦標賽             | 古怒田健志 | 島崎奈奈子       | 島崎奈奈子 | 元廣和恵、横山隆                                                                                  | 7月9日        |
| 第28話 |          | 巴頓VS貝雷卡！               | 佐藤慎司   | 飯島正勝         | 藤代和也   | 石動仁、小宮山由美子、白石悟、西田美代子                                                          | 7月16日       |
| 第29話 |          | 美食忍者基思來訪             | 福嶋幸典   | 池田重隆         | 熨斗谷充孝 | 鈴木伸一、桜井木ノ実、陈亮                                                                        | 7月23日       |
| 第30話 |          | 丹和泰勒                     | 神山修一   | 岩崎知子         | 浅見松雄   | 飯飼一幸、白石悟、松下清志、 鎌田耕一、佐藤哲也                                                   | 7月30日       |
| 第31話 |          | 加油卡平！新鮭魚！           | 青木由香   | 祝浩司           | 佐土原武之 | 飯飼一幸、Kプロダクション                                                                         | 8月6日        |
| 第32話 |          | 燒傷！燃燒你的忍者精神！     | 佐多賢人   | 島崎奈奈子       | 島崎奈奈子 | 横山隆、元廣和恵、鈴木信一                                                                        | 8月13日       |
| 第33話 |          | 露西改造計劃                 | 古怒田健志 | 矢野博之         | ウヱノ史博 | 篠原隆                                                                                            | 8月20日       |
| 第34話 |          | 生存戰鬥決賽！               | 福嶋幸典   | 飯島正勝         | 孫承希     | 田中修司、元廣和恵、明光、 龍光、慧敏、謝鑫                                                       | 8月27日       |
| 第35話 |          | 決定了！忍者大師！           | 神山修一   | 榎本明広         | 服部福太郎 | 新城真、前原薫、龍光、明光                                                                        | 9月3日        |
| 第36話 |          | 忍者在海灘上休息             | 佐藤慎司   | ユキヒロマツシタ | 藤代和也   | 石動仁、小宮山由美子、白石悟、西田美代子                                                          | 9月10日       |
| 第37話 |          | 大江戶町布拉里               | 青木由香   | 島崎奈奈子       | 島崎奈奈子 | 元廣和恵、横山隆、鈴木信一                                                                        | 9月17日       |
| 第38話 |          | 恐懼！學校之夜               | 佐多賢人   | 岩崎知子         | 佐土原武之 | 飯飼一幸、Kプロダクション                                                                         | 9月24日       |
| 第39話 |          | 我是劍士卡平                 | 福嶋幸典   | 飯島正勝         | 日下直義   | 明光、鑫月、龍光、慧敏                                                                            | 10月1日       |
| 第40話 |          | 做吧！南瓜魔王               | 古怒田健志 | 矢野博之         | 栗山美秀   | 趙小川、王敏、陳玲玲、 Lee Seongjae、Kim Nanum                                                    | 10月8日       |
| 第41話 |          | 當我轉身時，羅恩就在那裡。   | 神山修一   | 祝浩司           | 浅見松雄   | 小林一三、白鳥弘公、稲葉栄                                                                        | 10月15日      |
| 第42話 |          | 乾淨的一票！沒有正義的競選   | 青木由香   | 飯島正勝         | 服部福太郎 | 高橋こう平、新城真、大西陽一                                                                      | 10月22日      |
| 第43話 |          | 被放逐!?WNA學園              | 佐多賢人   | 島崎奈奈子       | 島崎奈奈子 | 横山隆、元廣和恵、岩﨑夏奈、鈴木信一、王敏、 アニメ工房婆娑羅、Animore、ワン・オーダー、STUDIO CL | 10月29日      |
| 第44話 |          | 便便夥計們！                 | 福嶋幸典   | ユキヒロマツシタ | 藤代和也   | 石動仁、小宮山由美子、白石悟、西田美代子                                                          | 11月5日       |
| 第45話 |          | 風雲！！基地攻略戰           | 佐藤慎司   | 島崎奈奈子       | 河野明敬   | 明光、鑫月、龍光、慧敏                                                                            | 11月12日      |
| 第46話 |          | 鷹城的新英雄 前篇            | 古怒田健志 | 祝浩司           | 佐土原武之 | 飯飼一幸、Kプロダクション                                                                         | 11月19日      |
| 第47話 |          | 鷹城的新英雄 後篇            | 古怒田健志 | 飯島正勝         | 孫承希     | Won Mi Na、Pak Soon Ok、Lim Min Ji、 Kim Hee Jeong、何烨、慧敏、明光、田中修司                    | 11月26日      |
| 第48話 |          | 頑強的刺客                   | 神山修一   | 島崎奈奈子       | 島崎奈奈子 | 横山隆、元廣和恵、旅沢大和、 櫻井拓郎、鈴木信一                                                   | 12月3日       |
| 第49話 |          | 偉大的隕石大戰！             | 佐多賢人   | 矢野博之         | 栗山美秀   | 明光、景阿尼、慧敏、劉雲留、 蓋春垚、顾银秋、杭新华                                               | 12月10日      |
| 第50話 |          | 闇影忍者的逆襲               | 福嶋幸典   | 榎本明広         | 服部福太郎 | 高橋こう平、新城真、大西陽一、 RadPlus、Revival                                                   | 12月17日      |
| 第51話 |          | 歌劇院的決戰！               | 古怒田健志 | 飯島正勝         | 松澤功吾   | 横山隆、元廣和恵、旅沢大和、櫻井拓郎、 STUDIO CL、RadPlus、光の園・アニメーション                 | 12月24日      |

### 播放電視台
| 播放日期       | 播放時間（UTC+9）    | 電視台       | 對象地域       | 參考 |
| -------------- | -------------------- | ------------ | -------------- | ---- |
| 2022年1月8日 - | 星期六 10:30 - 11:00 | 東京電視台   | 關東廣域圏     |      |
|                |                      | TV北海道     | 北海道         |      |
|                |                      | 愛知電視台   | 愛知縣         |      |
|                |                      | 大阪電視台   | 大阪府         |      |
|                |                      | 瀨戶內電視台 | 岡山縣、香川縣 |      |
|                |                      | TVQ九州放送  | 福岡縣         |      |

### 海外地区
| 播放地方 | 播放電視台 | 播放日期                                    | 播放時間                 | 播放平台     | 備註                  |
| -------- | ---------- | ------------------------------------------- | ------------------------ | ------------ | --------------------- |
| 香港     | ViuTV      | 2023年11月23日－2024年5月16日 （第1－51集） | 星期四、五 17:30 - 18:00 | 數碼地面電視 | 粵日雙語 提供节目重温 |